# Brikama Ba
Brikama Ba – miasto w Gambii, w dywizji Central River Division.